# Skränmunkskata
Skränmunkskata (Philemon corniculatus) är en fågel i familjen honungsfåglar inom ordningen tättingar.

## Utbredning och systematik
Skränmunkskata delas in i tre underarter med följande utbredning:
- Philemon corniculatus ellioti – förekommer i området Trans Fly i låglandet på sydöstra Nya Guinea
- Philemon corniculatus corniculatus – förekommer i North Queensland (Kap Yorkhalvön till Burdekin River)
- Philemon corniculatus monachus – förekommer från östra Australien (östra och centrala Queensland till södra och centrala Victoria)

Vissa anser ellioti vara en övergångsform mellan nominatformen och corniculatus.

## Status
Arten har ett stort utbredningsområde och beståndet anses vara stabilt. Internationella naturvårdsunionen IUCN listar den därför som livskraftig (LC).

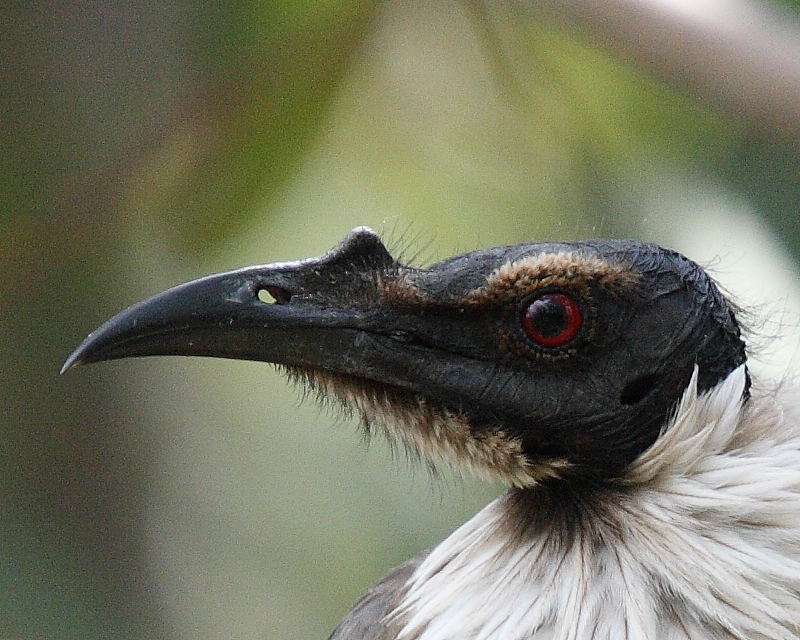
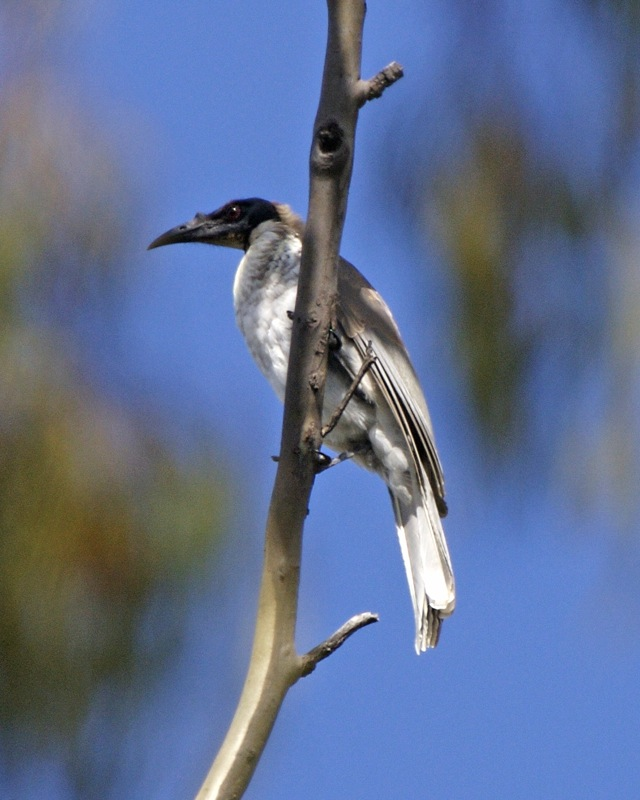